# ال فانینگ
ال فنینگ(انگلیسی: Elle Fanning؛ زادهٔ ۹ آوریل ۱۹۹۸) هنرپیشه و مدل آمریکایی است. وی از سال ۲۰۰۱ میلادی تاکنون مشغول فعالیت بوده است. او خواهر کوچک‌تر داکوتا فانینگ است.

## حرفه
ال فانینگ بازیگری را قبل از اینکه سه ساله شود شروع کرد. او کارش را با بازی کردن نسخهٔ جوانتر نقش خواهرش داکوتا فانینگ در برنامه تلویزیونی "Taken" آغاز کرد.
در سال ۲۰۰۲ میلادی، ال که تنها چهار سال داشت، اولین نقشش را در فیلم کمدی مهد کودک بابا مستقل از خواهرش به انجام رساند. مهارت ال در بازیگری هنگام انتخاب شدن وی در نقش راث در فیلم در زیرزمین به خوبی نمایان گشت. تهیه کنندهٔ این فیلم از قبل تصمیم گرفته بود دو دوقلوی همسان را برای این فیلم انتخاب کند ولی آن چنان تحت تأثیر ال قرار گرفت که فقط وی را انتخاب کرد.
ال همچنین در کنار آنجلینا جولی در فیلم مالیفیسنت ظاهر شد. او در این فیلم نقش پرنسس آورورا را بر عهده داشت.
ال در سال ۲۰۱۷ در کنار نیکول کیدمن و کالین فارل در فیلم فریب‌خورده به کارگردانی سوفیا کوپولا ظاهر شد.

## فیلم‌شناسی
| سال  | نام                                 | نقش                  |
| ---- | ----------------------------------- | -------------------- |
| ۲۰۰۲ | مهد کودک بابا                       | جیمی                 |
| ۲۰۰۴ | در زیرزمین                          | روث کول              |
| ۲۰۰۵ | همسایه من توتورو                    | صدا پیشگی (می کودکی) |
| ۲۰۰۵ | به‌خاطر وین-دیکسی                    | سوییتی توماس         |
| ۲۰۰۵ | .P.N.O.K                            | ربکا پولارد          |
| ۲۰۰۶ | بابل                                | دبی جونز             |
| ۲۰۰۶ | دژا وو                              | ابی                  |
| ۲۰۰۷ | ۷۳ روز با سارا (فیلم کوتاه)         | سارا                 |
| ۲۰۰۷ | جاده رزرو                           | اما لرنر             |
| ۲۰۰۷ | رتبه‌های نه                          | نوئل                 |
| ۲۰۰۸ | مورد عجیب بنجامین باتن              | کودکی دِیزی           |
| ۲۰۰۸ | فیبی در سرزمین عجایب                | فیبی لیکتن           |
| ۲۰۰۹ | پسر فضایی                           | گریس (صدا)           |
| ۲۰۱۰ | یک جایی                             | کلیو                 |
| ۲۰۱۰ | فندق‌شکن                             | مری                  |
| ۲۰۱۱ | ما باغ‌وحش خریدیم                    | لیلی میسکا           |
| ۲۰۱۱ | منحنی از چیزهای فراموش شد           | دختر                 |
| ۲۰۱۱ | تویکست                              | V                    |
| ۲۰۱۱ | سوپر ۸                              | آلیس داینارد         |
| ۲۰۱۲ | تکیه به سوی آرامش                   | سارا                 |
| ۲۰۱۲ | جینجر و رزا                         | جینجر                |
| ۲۰۱۴ | کم کردن                             | امی-جوآلبانی         |
| ۲۰۱۴ | غرب غارتگر                          | مری هولم             |
| ۲۰۱۴ | مالیفیسنت                           | پرنسس آورورا         |
| ۲۰۱۴ | غول‌های پاکتی                        | وینی                 |
| ۲۰۱۵ | ترامبو                              | نیکولا ترامبو        |
| ۲۰۱۵ | ۳ نسل                               | رِی                   |
| ۲۰۱۶ | شیطان نئونی                         | جسی                  |
| ۲۰۱۶ | زنان قرن بیستم                      | جولی                 |
| ۲۰۱۶ | تا شب زنده بمان                     | لورتا فیگیس          |
| ۲۰۱۶ | بالرین                              | فلیس لاویوس (صدا)    |
| ۲۰۱۷ | ناپدید شدن سیدنی هال                | ملودی                |
| ۲۰۱۷ | چطور با دخترها در مهمانی‌ها گپ بزنیم | زن                   |
| ۲۰۱۷ | فریب‌خورده                           | آلیسیا               |
| ۲۰۱۷ | مری شلی                             | مری شلی              |
| ۲۰۱۸ | فکر کنم حالا تنهاییم                | گریس                 |
| ۲۰۱۸ | روح نوجوان                          | وایولت               |
| ۲۰۱۸ | گالوستون                            | راکی                 |
| ۲۰۱۹ | یک روز بارانی در نیویورک            | اشلی انرایت          |
| ۲۰۱۹ | مالفیسنت: بانوی اهریمنی             | پرنسس آورورا         |
| ۲۰۲۰ | راه‌های نرفته                        | مالی                 |
| ۲۰۲۰ | همه مکان‌های روشن                    | وایولت مارکی         |
| ۲۰۲۱ | کبیر                                | کاترین کبیر          |
| ۲۰۲۴ | یک ناشناخته کامل                    | سوزه روتولو          |
| ۲۰۲۵ | غارتگر: سرزمین‌های بد                |                      |

## بازی ویدئویی
| سال  | عنوان                   | نقش    | یادداشت‌ها           | منبع                 |
| ---- | ----------------------- | ------ | ------------------- | -------------------- |
| ۲۰۲۵ | دث استرندینگ ۲: در ساحل | تومارو | صداپیشه و وجه شباهت | [ ۱۱ ] [ ۱۲ ] [ ۱۳ ] |